# OQ Андромеды
OQ Андромеды (лат. OQ Andromedae), HD 10388 — двойная звезда в созвездии Андромеды на расстоянии приблизительно 1844 световых лет (около 565 парсеков) от Солнца. Видимая звёздная величина звезды — от +7,73m до +7,64m.

## Характеристики
Первый компонент — красный гигант, пульсирующая медленная неправильная переменная звезда (LB) спектрального класса M3III, или M4, или M1, или Ma. Масса — около 1,503 солнечной, радиус — около 77,28 солнечных, светимость — около 1011,834 солнечных. Эффективная температура — около 3703 K.
Второй компонент — коричневый карлик. Масса — около 11,65 юпитерианских. Удалён на 1,713 а.е..